# Опря, Габрьел
Габрьел Опря (рум. Gabriel Oprea; род. 1 января 1961, Фундуля, Кэлэраш, СРР) — румынский государственный деятель. Член Национального союза за прогресс Румынии и бывший член Социал-демократической партии (СДП), он был членом румынской Палаты депутатов от округа Илфов с 2004.

## Биография
Получил степень доктора на факультете права в Университете Бухареста, выпускник Колледжа национальной обороны (курсы для аспирантов по национальной безопасности).
В правительстве Адриана Нэстасе он был министром-делегатом по государственному управлению с июня 2003 по июль 2004, в правительстве Эмила Бока он был министром администрации и внутренних дел с декабря 2008 по январь 2009. Министр национальной обороны с декабря 2009 по май 2012.
Заместитель премьер-министра, министр внутренних дел с 2012 года, в правительстве Виктора Понты. В июне-июле 2015 года в течение двух недель исполнял обязанности премьер-министра Румынии.

## Личная жизнь
Женат, есть дочь и сын.